# Dionizy Ssebuggwawo
Dionizy Ssebuggwawo (ur. 1870 w Kigoloba, zm. 25 maja 1886 w Munyonyo) – męczennik chrześcijański, święty Kościoła katolickiego, jeden z grupy Męczenników z Ugandy, zamordowanych przez króla Mwangę II.
Był jednym z paziów króla Mwangii II. Pod wpływem nauk misjonarzy przyjął chrzest 16 listopada 1885 roku. Przyjął imię Dionizy na cześć świętego Dionizego z Paryża. 25 maja 1886 roku został zamordowany przez ścięcie. Przed zabiciem był jeszcze torturowany m.in. przebito go włócznią. W chwili śmierci miał 16 lat. 6 czerwca 1920 papież Benedykt XV beatyfikował go. 18 października 1964 roku Paweł VI dokonał kanonizacji jego oraz innych Męczenników z Ugandy, m.in. Karola Lwangę.